# Podvrh (gmina Osilnica)
Podvrh – wieś w Słowenii, w gminie Osilnica. W 2018 roku liczyła 9 mieszkańców.